# Pagodulina sparsa
Pagodulina sparsa is een slakkensoort uit de familie van de Orculidae. De wetenschappelijke naam van de soort werd in 1924 voor het eerst geldig gepubliceerd door Henry Augustus Pilsbry.

## Kenmerken
Het eivormige slakkenhuisje is 2,5-3 mm hoog en 1,9-2 mm breed. Het heeft ongeveer acht windingen. De laatste winding stijgt bijna tot aan de naad van de vorige winding. De hoek van de laatste winding is echter enigszins variabel. Het oppervlak vertoont relatief brede lamellaire ribben, ongeveer zes of zeven ribben per millimeter (op de voorlaatste winding). Naar de mond toe kan de afstand iets verder zijn. De mond is rond, vierkant, maar enigszins scheef. De palatinale plooi is relatief schuin in de mond. Een pariëtale ontbreekt.

## Vergelijkbare soorten
De palatinale plooi is meer schuin in Pagodulina sparse dan in Pagodulina pagode en is iets meer uitgesproken; bovendien zit het binnenste uiteinde van de palatinale plooi wat lager.

## Geografische spreiding en leefgebied
Het verspreidingsgebied van deze soort strekt zich uit van Oostenrijk (Tirol, Stiermarken, Karinthië), Noordoost-Italië, via Slovenië tot Kroatië, Bosnië en Herzegovina en Macedonië. Buiten dit gebied zijn er geïsoleerde leefgebieden op de Griekse eilanden Corfu, Andros, Karpathos en Naxos en in het westen van Turkije.
Hij leeft daar in het strooisel van vochtige bossen op kalkhoudende ondergrond, vooral in karstgebieden. Het komt voor van zeeniveau tot 1800 meter hoogte.